# Coleoxestia pirrensis
Espèce
Coleoxestia pirrensis est une espèce de coléoptères de la famille des Cerambycidae.